# La vida y los papeles
La vida y los papeles es un libro de crónicas y relatos compuesto por veinticuatro piezas literarias del escritor Fernando Butazzoni, publicado por primera vez por la editorial Seix Barral en 2016.

## Estructura
El libro está dividido en cuatro partes. Un prólogo, titulado “Yo, desnudo”, que funciona como verdadera presentación de las historias que se relatan; dos cuerpos narrativos separado por una crónica de su polémica internacional a raíz de la película Esclavo de Dios, y un epílogo titulado “Nosotros”, en el que revela agradecimientos y otros datos.
La crítica ha señalado que «el principal protagonista de los relatos es el propio Fernando Butazzoni, verdadero centro gravitatorio de las historias que cuenta, que son “ficciones verdaderas”, según la definición de Tomás Eloy Martínez en Santa Evita, citada por el propio Butazzoni en el libro».

## Argumentos
En el volumen se narran varios episodios de la vida del propio escritor, como su huida clandestina de Uruguay en 1972, su participación en la guerra de Nicaragua con el FSLN o su viaje a la Antártida en el año 2015, titulado “Mundo vacío”, que fue posteriormente recogido en el volumen colectivo Relatos uruguayos, una edición no comercial de carácter benéfica publicado por editorial Sudamericana.
También relata algunas experiencias personales muy íntimas «animándose a mostrar lo que generalmente no se cuenta o no se muestra, lo que se elige dejar en el terreno de lo privado. El tono que encuentra Butazzoni no es común en la literatura uruguaya, algo explicable por una idiosincrasia común más reservada». Entre esas intimidades, una que tuvo repercusión y trascendencia en su momento fue la que revelaba el padecimiento, por parte del escritor, de una rara enfermedad neurológica, una variación de la cefalea en racimos o Mal de Horton, y que lo llevó a un período de inactividad durante dos años.

## Opiniones críticas
El libro tuvo una buena recepción por parte de la crítica. En el suplemento TV Show del diario El País se señaló que, «de un mismo episodio, hay varias versiones [con lo cual] ese inasible de la realidad problematiza todo el libro».
En La Jiribilla se anota: «Además de hacernos partícipes de sus viajes, de sus filias, de decepciones y de firmes arraigos, Butazzoni abre el pecho de su memoria, para decirnos: así fueron las cosas».
En el semanario Búsqueda se analiza la raíz misma de los textos: «¿Por qué no está escrito lo que viví? Esa pregunta es el motor de los relatos que conforman La vida y los papeles».
El dramaturgo y crítico Gabriel Peveroni apuntó, en la revista Caras & Caretas que el libro se despliega: «en sucesivos episodios que van y vienen en el tiempo, que pasan de la autobiografía a la crónica periodística, de la mirada auto reflexiva al estudio de otros personajes y aventuras que lo han sorprendido y que sucedieron ahí nomás, a la vuelta del tiempo».  También relaciona al autor con otros escritores contemporáneos como Carlos Liscano, Ana Luisa Valdés y el narrador, artista plástico y traductor del premio Nobel de Literatura Tomas Tranströmer, el también uruguayo Sergio Altesor.